# Stromanthe pluriflora
Stromanthe pluriflora là một loài thực vật có hoa trong họ Marantaceae. Loài này được Petersen ex Warm. miêu tả khoa học đầu tiên năm 1889.